# Discovery (album Mike Oldfield)
Discovery è un album in studio di Mike Oldfield pubblicato il 25 giugno 1984 dalla Virgin Records in formato LP, CD e musicassetta.

## Il disco
Intorno al periodo di Discovery Oldfield compose tutti i brani usando una Gibson SG Junior una Les Paul Junior, e una Fender Stratocaster. Mike Oldfield ha utilizzato anche vari sintetizzatori. Il G-88 synth Roland è stato ampiamente utilizzato per i suoni del basso elettrico dell'album. Tra le chitarre acustiche dell'album è stata utilizzata una Ovation Adamas.
Le voci impiegate nei brani vocali sono dei cantanti Barry Palmer e Maggie Reilly, i quali avevano già lavorato con Oldfield in precedenza. I due non si incontrarono mai nelle durante le registrazioni in che si tennero nella abitazione svizzera del musicista presso il Lago di Ginevra . Palmer subì anche un abbassamento di voce, risultando in performance vocali alquanto scarse, specie nel title track.
La copertina dell'LP originale è caratterizzata da varie fotografie scattate durante le sessioni di registrazione. Una delle foto, dal titolo "Le note di Simon", mostra un elenco scritto a mano di brani registrati durante le sessioni, alcuni dei quali - come T'Sword - potrebbero essere già stati pubblicati sotto nomi diversi o rimasti inediti fino ad oggi.
L'album è stato promosso da un lungo tour europeo, ivi comprese sei date in Italia fra il 4 e 16 settembre 1984, tra cui due all'Arena di Verona.

## I brani
Al contrario dell'album precedente Crises, il primo lato di Discovery è composto da brani vocali mentre il second lato contiene un'unica suite strumentale The Lake.
Il brano di apertura To France  con la voce di Maggie Reilly, cita Maria Stuarda (1542-1587), regina di Scozia e la sua fuga verso la Francia. Il brano è stato pubblicato anche come singolo ma non replicò il successo di Moonlight Shadow di un anno prima.
Poison Arrows è cantato da Palmer. Questo brano fu ripreso da Oldfield nel 2015 e rifatto con una nuova linea vocale e testi, pubblicato sotto il titolo di "Zombies", incluso nella riedizione di Discovery uscita nel 2016. Crystal Gazing è un altro brano con la voce di Reilly, mentre i due cantanti appaiono insieme nel brano Tricks of the Light.
Una parte dalla melodia di quest'ultimo brano continua nel brano Discovery cantato da Palmer, mentre Talk About Your Life cantata da Reilly riprende la melodia di To France. Queste repetizioni danno un senso di continuità ai brani vocali dell'album  finendo con Saved by a Bell, cantato da Palmer, il cui titolo ricorda il celeberrimo Tubular Bells, opera prima di Oldfield.
The Lake (Instrumental) è un brano strumentale che conclude l'album. Molte edizioni dell'album riportano sul retro di copertina e sul dorsale il doppio titolo album di "Discovery and The Lake".

## Riedizioni
Una prima riedizione rimasterizzata di Discovery è uscita nel 2000 nel formato HDCD.
Una nuova edizione del 2016 consiste in una versione a CD singolo con l'album originale rimasterizzato dallo stesso Oldfield con l'aggiunta di cinque tracce bonus. Esce anche una versione "deluxe" con due CD (Discovery e The 1984 Suite) e un DVD con un mix in 5.1 e tre videoclip promozionali del 1984. 
The 1984 Suite è una compilation di brani selezionati da Discovery e l'altro album di Oldfield del 1984 The Killing Fields. Nella suite sono inclusi anche due brani inediti, "The Royal Mile" e "Zombies (Halloween Special)", quest'ultima una rivisitazione del brano "Poison Arrows" con la battuta "Somebody's out to get you" sostituita da "Zombies are out to get you". Il brano singolo fu reso disponibile per il download in occasione della festa di Halloween nel 2015.
The 1984 Suite è stato pubblicato anche come album a sé stante, ma solo in formato vinile. Anche Discovery viene pubblicato in vinile 180g con i brani originali rimasterizzati.

## Tracce

### Edizione originale (1984)
Testi e musiche di Mike Oldfield; edizioni musicali Virgin CDV 2308.
1. To France (feat. Maggie Reilly) – 4:43
2. Poison Arrows (feat. Barry Palmer) – 3:53
3. Crystal Gazing – 3:03
4. Tricks of the Light – 3:53
5. Discovery – 4:34
6. Talk About Your Life (feat. Maggie Reilly) – 4:24
7. Saved By a Bell – 4:38
8. The Lake – 12:14

Durata totale: 41:22

### Edizione rimasterizzata in HDCD (2000)
Virgin, MIKECD 11
- tracce come da versione originale

### Riedizione rimasterizzata con tracce bonus (2016)
"Remastered 2015"
Mercury / Virgin /Universal 474 657-8
1. To France (feat. Maggie Reilly) – 4:43
2. Poison Arrows (feat. Barry Palmer) – 3:53
3. Crystal Gazing – 3:03
4. Tricks of the Light – 3:53
5. Discovery – 4:34
6. Talk About Your Life (feat. Maggie Reilly) – 4:24
7. Saved By a Bell – 4:38
8. The Lake (instrumental) – 12:14
9. To France (Extended Version) – 5:34
10. In the Pool – 3:42
11. Bones – 3:21
12. Afghan – 2:42
13. Tricks Of The Light (Instrumental) – 3:55

Durata totale: 60:36

### Edizione Deluxe (2016)
"Remastered 2015"
Mercury / Virgin /Universal 474 657-9
Primo CD come riedizione con tracce bonus sopra, più un secondo CD e un DVD
CD Two "The 1984 Suite"
1. To France – 4:48
2. The Lake – 13:43
3. The Killing Fields – 2:44
4. Etude – 4:37 (musica: Francisco Tárrega)
5. The Royal Mile – 3:36
6. Zombies – 3:45
7. Discovery – 4:28

Durata totale: 37:41
DVD 
- tracce 1- 7 "The 1984 Suite" 5.1 surround & 96 kHz / 24-bit stereo mixes by Mike Oldfield
- tracce 8-10 videoclip promozionali
1. To France – 4:48
2. The Lake – 13:43
3. The Killing Fields – 2:44
4. Etude – 4:37 (musica: Francisco Tárrega)
5. The Royal Mile – 3:36
6. Zombies – 3:45
7. Discovery – 4:28
8. To France (videoclip) – 4:28
9. Etude (videoclip) – 3:22
10. Tricks of the Light (videoclip) – 3:54

Durata totale: 49:25

### The 1984 Suite
Lato A - The 1984 Suite (Part I)
1. To France
2. The Lake
3. The Killing Fields

Lato B - The 1984 Suite (Part II)
1. Etude
2. The Royal Mile
3. Zombies
4. Discovery

## Musicisti
- Mike Oldfield - chitarra, basso, percussioni
- Maggie Reilly - voce
- Barry Palmer - voce
- Simon Phillips - batteria, percussioni